# Allium pseudoflavum
Allium pseudoflavum är en amaryllisväxtart som beskrevs av Aleksei Ivanovich Vvedensky. Allium pseudoflavum ingår i släktet lökar, och familjen amaryllisväxter. Inga underarter finns listade i Catalogue of Life.